# Antiemetika
Antiemetika (kvalmestillende medicin) er lægemidler, som modvirker kvalme og opkastning. De anvendes almindeligvis mod kvalme som følge af gener efter større operationer, eller mod bivirkninger af anden behandling, herunder smertestillende behandling med opioider eller kræftbehandling (kemoterapi eller strålebehandling). På trods af at kvalme er det mest fremtrædende symptom ved transportsyge foretrækkes andre præparater til behandling hér, da årsagen til kvalmen er en anden (forstyrrelse af balancesansen i det indre øre).